# Mesoleptobasis acuminata
Mesoleptobasis acuminata är en trollsländeart som beskrevs av Santos 1961. Mesoleptobasis acuminata ingår i släktet Mesoleptobasis och familjen dammflicksländor. Inga underarter finns listade i Catalogue of Life.